# Lý Đại Bàng
Lý Đại Bàng (19 tháng 9 năm 1960 – 9 tháng 4 năm 2010) là một Anh hùng lực lượng vũ trang nhân dân, sĩ quan cao cấp của lực lượng Công an nhân dân Việt Nam, hàm Đại tá. Ông từng được xem như là một huyền thoại về cảnh sát "Săn bắt cướp (SBC)" vào những năm đầu thập niên 1980. Ông đã được nhà nước Việt Nam phong tặng danh hiệu Anh hùng lực lượng vũ trang nhân dân vào năm 2005. Trước khi qua đời, ông là Trưởng phòng Cảnh sát điều tra tội phạm về ma túy (PC47), Công an Thành phố Hồ Chí Minh.

## Xuất thân và Giáo dục
Lý Đại Bàng sinh ngày 19 tháng 9 năm 1960 tại Khu phố 2, thị trấn Củ Chi, Sài Gòn (nay thuộc huyện Củ Chi, Thành phố Hồ Chí Minh, Việt Nam). Tên khai sinh của ông là Lý Đại Bàn, sau được gọi là Lý Đại Bàng vì có sức khỏe, đánh thắng được các bạn học hay trêu chọc lúc nhỏ.
Mẹ ông là bà Lê Thị Muôn.
Gia đình ông có 7 anh em, 4 trai, 3 gái. Ông là con trai thứ 6. Ông có một em gái tên Chín.
Cả ba người anh của ông đều tham gia kháng chiến. Hai người anh đầu đi kháng chiến cho tới ngày thống nhất Việt Nam 30/4/1975, còn người anh kế ông tên là Lý Đại Hòa thì về giữa chừng vì nhà không có ai chăm sóc cha mẹ. Anh đầu của ông sau khi tham gia kháng chiến trở về thì làm trung úy trong Bộ Nội vụ (sau này là Bộ Công an). Lý Đại Bàng theo ngành công an là nhờ sự dìu dắt của anh đầu. Anh đầu sau đó hi sinh khi đang công tác ở tỉnh Bình Phước.
Sau 1975, ông vẫn tiếp tục đi học đến khi tốt nghiệp phổ thông vào năm 1977.

## Sự nghiệp

### Gia nhập ngành cảnh sát
Tháng 11 năm 1977, 17 tuổi, ông gia nhập lực lượng cảnh sát tại địa phương.
Theo lời anh trai Lý Đại Hòa thì sau khi vào ngành công an thì Lý Đại Bàng mới bắt đầu học võ.
Ban đầu ông làm nhiệm vụ cảnh sát khu vực.
Những năm đầu sau ngày chế độ Sài Gòn sụp đổ, tình hình an ninh trật tự Sài Gòn rất hỗn loạn với nhiều băng trộm cướp hoành hành. Chỉ trong hơn ba năm (1975–1978), toàn thành phố xảy ra 45.000 vụ phạm pháp hình sự, trong đó có tới gần 1.400 vụ cướp, trung bình cứ 40 phút lại có một vụ án. Đã có tới gần 170 người bị bắn chết, gần 200 người bị thương.
Tháng 3 năm 1978, Đội SBC (viết tắt của "Săn Bắt Cướp") thuộc Phòng Cảnh sát hình sự Công an Thành phố Hồ Chí Minh được thành lập. Tháng 5 năm 1978, ông được trung tá Trịnh Thanh Thiệp (sinh năm 1930, nay là Thiếu tướng) tuyển chọn làm trinh sát của Đội SBC của quận 5 vừa được thành lập qua nhiều phần thi như võ thuật, bắn súng, lái xe.
Được đánh giá là gan dạ, liều lĩnh, giỏi võ, ông nhanh chóng nổi lên như một người hùng trấn áp tội phạm. Trong vòng 8 năm, 1978–1986 từ một trinh sát trẻ, ông lần nhanh chóng trở thành đội trưởng Săn bắt cướp SBC khi mới 24 tuổi, trực tiếp phá án gần 200 vụ án hình sự, phá vỡ trên 300 băng đảng và trực tiếp bắt giữ trên 400 tội phạm hung hãn và phối hợp với đồng đội bắt giữ gần 250 tội phạm khác. Tên tuổi của ông được giới tội phạm hình sự kiêng dè và người dân kính phục. Đương thời, ông cùng với Dương Minh Ngọc được xem là 2 trinh sát Săn bắt cướp SBC nổi tiếng nhất lúc bấy giờ.

### Trở thành chỉ huy cảnh sát hình sự
Sau khi đội Săn bắt cướp SBC giải tán, Lý Đại Bàng được phân công làm Đội phó Đội Cảnh sát hình sự Quận 5. Trong vòng hai năm 1990–1991), ông đã có tới... 15 lần nhận quyết định thay đổi vị trí công tác, từ Đội phó cảnh sát hình sự Công an quận 5 sang Đội trưởng cảnh sát hình sự khu vực 2 của thành phố, qua Đội trưởng Đội Đặc nhiệm lại đến Đội trưởng cảnh sát hình sự Công an quận 5. Năm 1995, ông được bầu chọn là một trong những gương mặt xuất sắc của thanh niên TP Hồ Chí Minh.
Tháng 7 năm 2000, ông được bổ nhiệm vào chức vụ Phó trưởng Công an Quận 5. Những năm sau đó, ông lần lượt giữ các chức vụ Đội Cảnh sát hình sự khu vực 2, rồi đội trưởng đội đặc nhiệm, Phó trưởng Phòng Cảnh sát điều tra tội phạm về ma túy (PC17) (năm 2001), Công an Thành phố Hồ Chí Minh. Với 32 năm trong nghề, ông góp phần không nhỏ trong việc trấn áp tội phạm tại Hồ Chí Minh. Đầu năm 2010, ông được thăng quân hàm từ Thượng tá lên Đại tá.
Chức vụ cuối cùng ông đảm nhận là Trưởng phòng Cảnh sát điều tra tội phạm về ma túy (PC17), Công an Thành phố Hồ Chí Minh trước khi đột tử tại phòng làm việc ngày 9 tháng 4 năm 2010.

## Qua đời
Sáng ngày 9 tháng 4 năm 2010, ông được phát hiện đã đột tử tại phòng làm việc riêng ở Phòng Cảnh sát điều tra tội phạm về ma túy (PC17), Công an Thành phố Hồ Chí Minh. Ông được an táng tại nghĩa trang liệt sĩ huyện Củ Chi (ở xã An Nhơn Tây, huyện Củ Chi). Đám tang ông được tổ chức giản dị, không kèn không trống theo di nguyện của ông, với sự tiễn đưa của hàng nghìn người.

## Gia đình
Ông đã lập gia đình. Vợ ông là Trương Thị Rót, sinh năm 1962. Ông bà có ba con gái. Con gái út tên Lý Thị Thu Trang, sinh năm 1994.
Ông có người em là Lý Như Ý hiện là nhân viên lái xe tại công ty Casumina.

## Danh hiệu
- Huân chương Chiến công hạng ba
- Kỉ niệm chương Vì sự nghiệp bảo vệ An ninh Tổ quốc hạng ba
- Huân chương Chiến sĩ vẻ vang hạng nhất
- Anh hùng lực lượng vũ trang (2005)[7].